# Anatra all'arancia meccanica. Racconti 2000-2010
Anatra all'arancia meccanica. Racconti 2000-2010 è una raccolta di racconti, alcuni dei quali inediti, di Wu Ming pubblicata in Italia nel 2011 da Einaudi. L'introduzione è di Tommaso De Lorenzis.

## Racconti
- Benvenuti a 'sti frocioni
- Pantegane e sangue
- Tomahawk
- Canard à l'orange mécanique
- Bologna Social Enclave
- La ballata del Corazza
- I trecento boscaioli dell'Imperatore
- In Like Flynn
- Gap99
- Momodou
- American Parmigiano
- Come il guano sui maccheroni
- L'istituzione-branco
- Roccaserena
- In mezzo alla polla sguazzava un pesce rosso
- Arzèstula

## Edizioni
- Wu Ming, Anatra all'arancia meccanica. Racconti 2000-2010, collana Stile libero Big, Einaudi, 2011,  p. 446, ISBN 978-88-06-20638-3.